# The Rockin' Berries
The Rockin' Berries waren een Britse popgroep uit Birmingham.

## Geschiedenis
The Rockin' Berries werden oorspronkelijk geformeerd als schoolbandje op de Turves Green School in Birmingham tijdens de late jaren 1950 door de gitarist Bryan 'Chuck' Botfield. Aanvankelijk heette de groep the Bobcats en daarna korte tijd Archimedes Deal voor het the Rockin' Berries werd, geïnspireerd op een van hun grote voorbeelden, Chuck Berry, van wie de band verschillende nummers speelde. Toetsenist van de Bobcats/Rockin' Berries was Christine Perfect, later Christine McVie van Fleetwood Mac. Zanger Paul Hewitt, gitarist Doug Thompson en drummer Terry Bond vormden in die periode een andere band in Birmingham, maar voelden ook wel iets voor een samenvoeging met de Berries, die een weinig stabiele samenstelling hadden. Botfield stemde toe onder de voorwaarde, dat de naam Rockin' Berries gehandhaafd bleef. Midden 1961 was de bezetting Botfield (leadgitaar), Doug Thompson (rhythm gitaar), Tim Munns (bas), Dennis Ryland (saxofoon), Terry Bond (drums) en de zangers Paul Hewitt en Jimmy Powell. Later in dat jaar ging de band naar Duitsland en vooral naar Hamburg om daar in diverse clubs te spelen.  Hewitt werd vervangen door zanger en impressionist Clive Lea. Bij terugkeer in Engeland deed de band auditie voor promotor Jack Good. Good zag niets in de Berries, maar wilde wel Powell onder contract nemen. Die verliet later dat jaar de band. Thompson, Ryland en kort daarna Munns vertrokken ook en werden vervangen door zanger en gitarist Geoff Turton en bassist Roy Austin.
In deze samenstelling kregen The Rockin' Berries een contract bij Decca Records, dat in 1963 de eerste twee Berries'-singles Wah Wah Woo en Itty Bitty Pieces uitbracht. Alhoewel de band behoorlijk wat promotie kreeg, waaronder een optreden in het tv-programma Ready Steady Go, werden de nummers geen hits. Met de nieuwe manager Jack Schroeder vertrok de band naar Pye Records, waar meer succes geboekt werd. De eerste single voor I Didn't Mean to Hurt You voor Pye bereikte een 43ste plaats in de Britse hitparade. Dat leidde tot optredens in de Marquee Club in Londen, waar ze werd opgemerkt door de Amerikaanse platenproducer Kim Fowley. Hij stelde voor om een opname te maken van He's in Town, een hit van Amerikaanse groep The Tokens, geschreven door Gerry Goffin en Carole King. Het werd de grootste hit van de Berries en bereikte in 1964 een derde plaats in de Britse hitlijsten. De daaropvolgende platen What In The World's Come Over You en Poor Man's Son werden eveneens hits. Dat was aanleiding voor het uitbrengen van het eigen album They're in town. In deze periode verliet Roy Austin de band. Hij werd vervangen door Bobby Thomson, die tot dan bij Rory Storm & the Hurricanes speelde.
De commerciële succes van de band nam snel af. Nieuwe platen als  You're My Girl (1965) en The Water Is Over My Head (1966) bereikten nooit meer de hoge noteringen van hun voorgangers. Net als veel andere bands die hun eerdere successen zagen opdrogen, zochten The Rockin' Berries de oplossing in komische acts en cabaret. Clive Lea ontpopte zich als humorist en de groep oogstte daarmee nieuw succes. In 1967 waren de Berries te gast in de Royal Variety Performance. Geoff Turton verliet de band in 1968 en had een korte succesvolle solocarrière als Jefferson, met twee hits in de Billboard Hot 100 in 1969-1970. Clive Lea verliet de band in 1970 en werd vervangen door Terry Webster. The Rockin' Berries gingen door met hun combinatie van shows met muziek- en comedy. Turton vervoegde zich in 1970 weer bij de band en zou nog meerdere keren vertrekken en weer terugkeren. Ook de overige bezetting was zelden stabiel, alleen Botfield bleef een vaste kracht. Na een aantal redelijk succesvolle jaren met Jay McGee als voorman, kozen The Rockin' Berries voor een terugkeer naar puur muzikale optredens. De comedy verdween uit hun shows en als kwartet (Botfield, Turton, drummer Simon Ryland en bassist Rick Price) speelde de band eigen hits en nummers van andere bands uit de jaren 1960. Met de tournee Back to the music, die tot 2015 duurde, namen The Rockin' Berries afscheid van het podium.
Oprichter Chuck Botfield overleed op 76-jarige leeftijd op 30 juli 2020.

## Bezetting
- Bryan Charles 'Chuck' Botfield (geb. 14 november 1943, Birmingham - 30 juli 2020) - (leadgitaar, 1961–2015)
- Geoff(rey) Turton (geb. 11 maart 1944, Birmingham) - (leadzang, ritme- en basgitaar, 1961-1968, 1970–2015)
- Terrence 'Terry' Bond (geb. 22 maart 1943, Birmingham) (1961-1970)
- Doug Thompson - (gitaar, 1961)
- Paul Hewitt - (leadzang, 1961)
- Tim Munns - (bas, 1961)
- Dennis Ryland - (saxofoon, 1961)
- Jimmy Powell - (leadzang, 1961)
- Clive Lea (geb. 16 februari 1942, Birmingham) - (leadzang, 1961-1970)
- Roy Austin (geb. 27 december 1943, Birmingham - (bas, 1961-1965)
- Bobby Thomson - (geb. 1941, Liverpool) - (bas, zang, 1965-1975)
- Ken Rodway (geb. Mansfield, Nottingham) - (zang, drums, 1966-1967) herboren in 1978: nu een christelijke auteur en priester.
- Rod(ney) Clarke (geb. 23 november 1942, Surlingham, Norfolk) - (gitaar, 1967-1970)
- Terry Webster - (leadzang, 1970-1976)
- Keith Smart (geb. 10 december 1946, Birmingham) - (drums, 1970-1998)
- John Dawson - (bas, 1976-1990)
- Derek Jason - (leadzang, 1976-1995)
- Stevie Ricks - (leadzang, 1995-2000)
- Steve Lawrence - (bas, 1990-2008)
- Rick Price (geb. 10 juni 1944, Birmingham) - (bas, 2010-2015)
- Simon Ryland - (drums, 1998–2015)
- Jay McGee - (leadzang, 2000–2011)

## Discografie

### Singles
Decca Records
- 1963: Wah Wah Wah Woo / Rockin' Berry Stomp
- 1963: Itty Bitty Pieces / The Twitch

Piccadilly Records
- 1964: I Didn't Mean To Hurt You / You'd Better Come Home
- 1964: He's in Town / Flashback
- 1964: What In The World's Come Over You / You Don't Know What To Do
- 1965: Poor Man's Son / Follow Me
- 1965: You're My Girl / Brother Bill
- 1965: The Water Is Over My Head / Doesn't Time Fly
- 1966: I Could Make You Fall In Love / Land Of Love
- 1966: Midnight Mary / Money Grows On Trees
- 1967: Sometimes / Needs To Be
- 1967: Smile / Breakfast At Sam's

Pye Records
- 1967: Dawn (Go Away) / She's Not Like Any Girl
- 1968: When I Reach The Top / Pain
- 1968: Mr. Blue / Land Of Love
- 1974: Rock-A-Bye Nursery Rhyme / Long Time Ago

### Albums
Piccadilly Records
- 1964: They're In Town
- 1965: Life Is Just A Bowl Of Berries

### Compilaties
Piccadilly Records
- 1965: I Didn't Mean To Hurt You
- 1965: New From The Berries
- 1965: Happy To Blue